# Politique dans le Loiret
Le département français du Loiret est un département créé le 4 mars 1790 en application de la loi du 22 décembre 1789, à partir de  l'ancienne province de l'Orléanais et de l'Île-de-France. Les 325 actuelles communes, dont presque toutes sont regroupées en intercommunalités, sont organisées en 21 cantons permettant d'élire les conseillers départementaux. La représentation dans les instances régionales est quant à elle assurée par 19 conseillers régionaux. Le département est également découpé en 6 circonscriptions législatives, et est représenté au niveau national par six députés et trois sénateurs. 

## Représentation politique et administrative

### Préfets et arrondissements

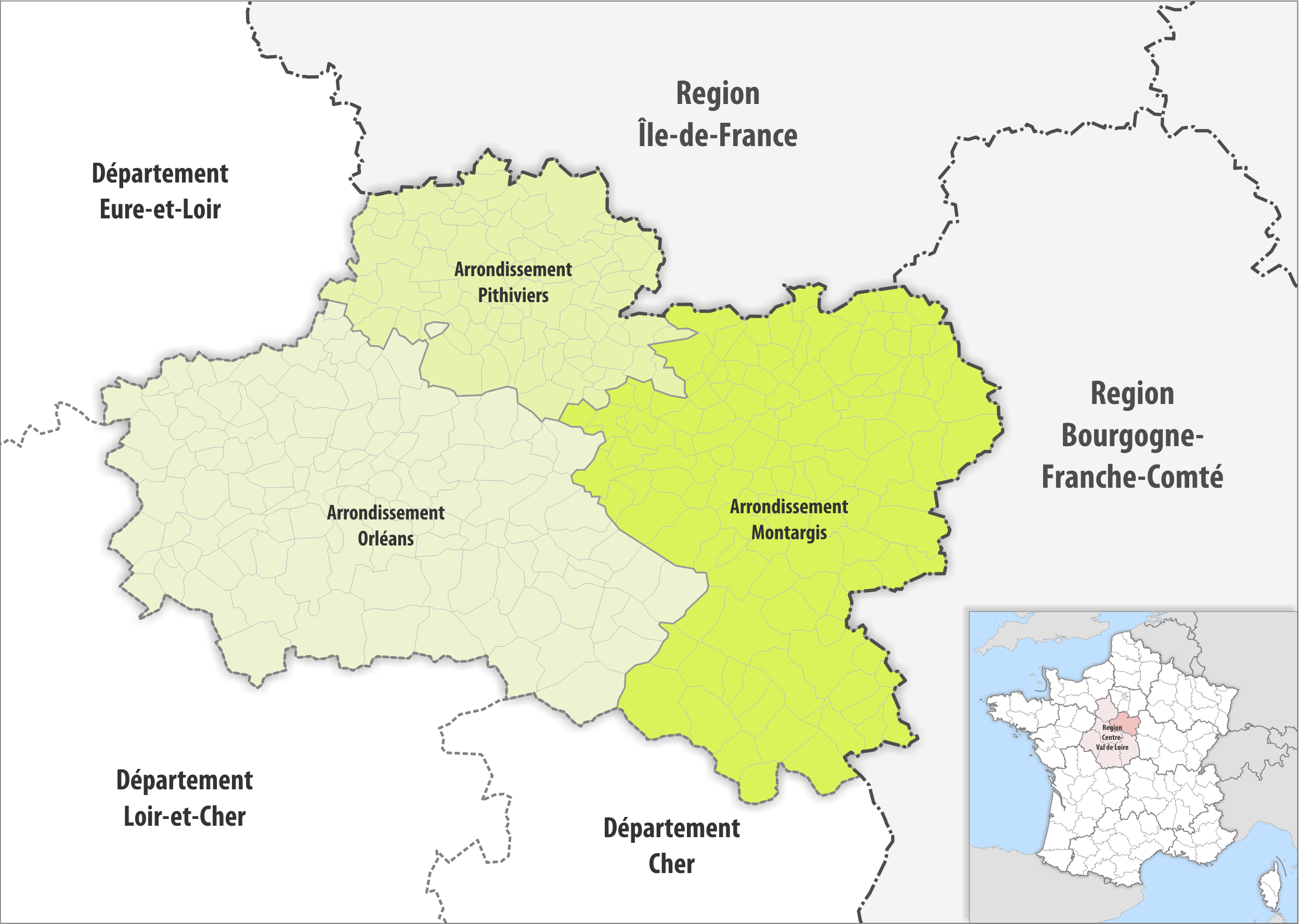
Arrondissements

La préfecture du Loiret est localisée à Orléans. Le département possède en outre deux sous-préfectures à Montargis et Pithiviers. Jusqu'en 1926, une sous-préfecture supplémentaire était située à Gien.

### Députés et circonscriptions législatives

Circonscriptions et affiliations à l'issue des élections de 2024.

| Circ. | Nom                  |  | Parti | Groupe                                           | Suppléant                   |
| ----- | -------------------- |  | ----- | ------------------------------------------------ | --------------------------- |
| 1re   | Stéphanie Rist       |  | RE    | Ensemble pour la République                      | Stéphane Chouin             |
| 2e    | Emmanuel Duplessy    |  | G·s   | Écologiste et social                             | Sylvie Dubois               |
| 3e    | Constance de Pélichy |  | DVD   | Libertés, indépendants, outre-mer et territoires | Didier Boulogne             |
| 4e    | Thomas Ménagé        |  | RN    | Rassemblement national                           | Frédéric Sauvegrain         |
| 5e    | Anthony Brosse       |  | RE    | Ensemble pour la République                      | Sandra Diniz                |
| 6e    | Richard Ramos        |  | MoDem | Les Démocrates                                   | Clémentine Cailleteau-Crucy |

### Sénateurs
| Nom                 |  | Parti | Groupe                                | Autres mandats (passés ou actuels)                  |
| ------------------- |  | ----- | ------------------------------------- | --------------------------------------------------- |
| Hugues Saury        |  | LR    | Les Républicains                      | Ancien Président du conseil départemental du Loiret |
| Pauline Martin      |  | LR    | Les Républicains                      | Maire de Meung-sur-Loire                            |
| Christophe Chaillou |  | PS    | Socialiste, écologiste et républicain | Maire de Saint-Jean-de-la-Ruelle                    |

### Conseillers départementaux

Cantons et affiliations à l'issue des élections de 2021.

| Canton                  | Conseiller Sortant     | Parti | Parti | Conseiller Elu         | Parti | Parti |
| ----------------------- | ---------------------- | ----- | ----- | ---------------------- | ----- | ----- |
| Beaugency               | Claude Boissay         |       | DVD   | Jaques Mesas           |       | UDI   |
| Beaugency               | Shiva Chauviere        |       | DVD   | Ludivine Raveleau      |       | LR    |
| Châlette-sur-Loing      | Gérard Dupaty          |       | LR    | Christophe Bouquet     |       | LR    |
| Châlette-sur-Loing      | Cécile Manceau         |       | LR    | Farah Loiseau          |       | LR    |
| Châteauneuf-sur-Loire   | Florence Galzin        |       | DVD   | Florence Galzin        |       | DVD   |
| Châteauneuf-sur-Loire   | Philippe Vacher        |       | LR    | Philippe Vacher        |       | LR    |
| Courtenay               | Corinne Melzassard     |       | LR    | Corinne Melzassard     |       | LR    |
| Courtenay               | Frédéric Neraud        |       | LR    | Frédéric Neraud        |       | LR    |
| La Ferté-Saint-Aubin    | Christian Braux        |       | LR    | Christian Braux        |       | LR    |
| La Ferté-Saint-Aubin    | Anne Gaborit           |       | LR    | Anne Gaborit           |       | LR    |
| Fleury-les-Aubrais      | Michel Breffy          |       | LREM  | Grégoire Chapuis       |       | PS    |
| Fleury-les-Aubrais      | Marie-Agnès Courroy    |       | PS    | Marie-Agnès Courroy    |       | PS    |
| Gien                    | Michel Lechauve        |       | LR    | Francis Cammal         |       | DVD   |
| Gien                    | Nadine Quaix           |       | DVD   | Aude Denizot           |       | DVD   |
| Lorris                  | Marie-Laure Beaudoin   |       | DVD   | Marie-Laure Beaudoin   |       | DVD   |
| Lorris                  | Alain Grandpierre      |       | LR    | Alain Grandpierre      |       | LR    |
| Le Malesherbois         | Agnès Chantereau       |       | DVD   | Sophie Pelhâte         |       | DVD   |
| Le Malesherbois         | Michel Guerin          |       | LR    | Hervé Gaurat           |       | LR    |
| Meung-sur-Loire         | Pascal Gudin           |       | DVD   | Thierry Bracquemond    |       | LR    |
| Meung-sur-Loire         | Pauline Martin         |       | LR    | Pauline Martin         |       | LR    |
| Montargis               | Christian Bourillon    |       | LR    | Ariel Lévy             |       | LR    |
| Montargis               | Denise Serrano         |       | DVD   | Nelly Dury             |       | LR    |
| Olivet                  | Isabelle Lanson        |       | DVD   | Isabelle Lanson        |       | DVD   |
| Olivet                  | Hugues Saury           |       | LR    | Hugues Saury           |       | LR    |
| Orléans-1               | Jean-Pierre Gabelle    |       | UDI   | Jean-Pierre Gabelle    |       | UDI   |
| Orléans-1               | Nadia Labadie          |       | LR    | Nadia Labadie          |       | LR    |
| Orléans-2               | Jean-Paul Imbault      |       | LR    | Hugues Raimbourg       |       | EELV  |
| Orléans-2               | Nathalie Kerrien       |       | DVD   | Christine Tellier      |       | EELV  |
| Orléans-3               | Muriel Chéradame       |       | LR    | Dominique Tripet       |       | PCF   |
| Orléans-3               | Alain Touchard         |       | DVD   | Mathieu Gallois        |       | PCF   |
| Orléans-4               | Olivier Geffroy        |       | LR    | Baptiste Chapuis       |       | PS    |
| Orléans-4               | Alexandrine Leclerc    |       | UDI   | Karine Harribey        |       | PS    |
| Pithiviers              | Marianne Dubois        |       | LR    | Marianne Dubois        |       | LR    |
| Pithiviers              | Marc Gaudet            |       | UDI   | Marc Gaudet            |       | UDI   |
| Saint-Jean-de-Braye     | Vanessa Baudat-Slimani |       | PS    | Vanessa Baudat-Slimani |       | PS    |
| Saint-Jean-de-Braye     | Thierry Soler          |       | EÉLV  | Jean-Vincent Valliès   |       | DVG   |
| Saint-Jean-de-la-Ruelle | Christophe Chaillou    |       | PS    | Christophe Chaillou    |       | PS    |
| Saint-Jean-de-la-Ruelle | Hélène Lorme           |       | PS    | Hélène Lorme           |       | PS    |
| Saint-Jean-le-Blanc     | Laurence Bellais       |       | DVD   | Laurence Bellais       |       | DVD   |
| Saint-Jean-le-Blanc     | Gérard Malbo           |       | LR    | Gérard Malbo           |       | LR    |
| Sully-sur-Loire         | Line Fleury            |       | LR    | Line Fleury            |       | LR    |
| Sully-sur-Loire         | Jean-Luc Riglet        |       | LR    | Jean-Luc Riglet        |       | LR    |

### Conseillers régionaux
Présidence : François Bonneau (Loiret)
|            | Parti | Siège |
| ---------- | ----- | ----- |
| Majorité   |       |       |
|            | PS    | 5     |
|            | PCF   | 2     |
|            | PRG   | 1     |
|            | LFI   | 1     |
|            | EÉLV  | 1     |
|            | ÉCO   | 1     |
| Opposition |       |       |
|            | RN    | 3     |
|            | LR    | 2     |
|            | LAF   | 1     |
|            | UDI   | 1     |
|            | DVD   | 1     |
|            | DVC   | 1     |

### Maires

Carte des 325 communes du Loiret au 1er janvier 2023.

| Commune                  | Maire                   |  | Parti | Élection | Population |
| ------------------------ | ----------------------- |  | ----- | -------- | ---------- |
| Amilly                   | Gérard Dupaty           |  | DVD   | 1989     | 13 432     |
| Châlette-sur-Loing       | Franck Demaumont        |  | PCF   | 2002     | 12 958     |
| La Chapelle-Saint-Mesmin | Valérie Barthe Cheneau  |  | DVG   | 2020     | 10 492     |
| Fleury-les-Aubrais       | Carole Canette          |  | PS    | 2020     | 21 664     |
| Gien                     | Francis Cammal          |  | DVC   | 2020     | 13 431     |
| Montargis                | Benoît Digeon           |  | LR    | 2018     | 14 819     |
| Olivet                   | Mathieu Schlesinger     |  | DVD   | 2015     | 22 988     |
| Orléans                  | Serge Grouard           |  | DVD   | 2020     | 116 344    |
| Saint-Jean-de-Braye      | Vanessa Slimani         |  | PS    | 2018     | 22 088     |
| Saint-Jean-de-la-Ruelle  | Fabien Rivière Da Silva |  | PS    | 2023     | 16 608     |
| Saran                    | Maryvonne Hautin        |  | PCF   | 2010     | 16 866     |